# Noirchain
Noirchain est une section de la commune belge de Frameries, située en Région wallonne dans la province de Hainaut. Établi au pied d’un terril classé, le village s’insère dans un paysage vert vallonné et préservé. Aujourd’hui coupée en deux par la N 546, voie rapide reliant Frameries à Givry, la localité s’étend le long de cette route. L’habitat appartient principalement à la deuxième moitié du XIXe siècle et au début du XXe siècle. Le GR 412, dit sentier des terrils traverse la localité. La ducasse avec une « brocante » (vide-greniers) a lieu le premier week-end d'août.
C'était une commune à part entière avant la fusion des communes de 1977.

## Toponymie
Le nom de la localité est attesté sous les formes Norcin en 1179 - 1180, Norchin en 1214, Noircin en 1223.
Selon une première légende, Noirchain viendrait du mot Noircin. Les femmes de mineurs qui portaient des hottes de terre noire sur le dos se seraient coupé les seins pour que les sangles n’appuient pas sur les mamelles, d’où ce nom « Noirs seins ». Une autre légende évoque le pays des Noirs dgeins, des gens rendus sales par le travail des mines.
Or, d'après les formes anciennes, ce n'est qu'au XIIe siècle que l'élément Nor- devient Noir-, sans doute par analogie avec l'adjectif noir.
Cependant, Alexandre-Guillaume Chotin considère qu'il s'agit du composé gallo-romain bien connu Murocinctus «entouré de murs», fréquemment attesté dans la toponymie du nord de la France et qui explique les toponymes Morchain (Somme, Murocinctus 995), Morsan (Eure, Morchent en 1050 - 1066), Morsent (Eure, Morcenc XIIe siècle). Pour lui, Mor- aurait été altéré en Nor-. Mais il n'existe aucune preuve de cette altération dans les formes anciennes, ni aucune trace d'un t final (parfois noté c anciennement)
C'est pourquoi Albert Carnoy préfère y voir l'anthroponyme d'origine germanique Nordicus avec l'appellatif mansus sous-entendu, d'où le sens d'«habitation de Nordicus». Cette hypothèse n'est cependant pas plus satisfaisante que la précédente, car on voit mal comment *Nordicus (mansus) aurait pu aboutir à Norcin et les formes anciennes ne conservent aucune trace d'un tel anthroponyme.

## Évolution démographique
- Sources : INS, Rem. : 1831 jusqu'en 1970 = recensements, 1976 = nombre d'habitants au 31 décembre[6].

## Histoire
Le village est parcouru par la voie romaine Bavay-Utrecht, connue aussi sous le nom route du sel.
La plus ancienne mention du village semble se trouver dans un acte de 1168 émis par le comte de Hainaut Baudouin IV. Gislebert de Mons, dans sa Chronique, affirme que le comte affecta quinze bonniers de terre labourable sur le territoire de Noirchain pour entretenir un prêtre chargé de dire la messe, à Mons, pour le repos de l'âme de la comtesse Alix.
Un document de 1179 mentionne pour la première fois l'église Sainte Aldegonde. Une bulle du pape Alexandre III du 8 décembre 1180 confirma au chapitre Saint-Géry de Cambrai la possession de l’autel. L’abbaye de Ghislenghien y perçut la dîme dès 1179. En 1230, ce chapitre réunit l’autel à la paroisse voisine de Genly pour raisons financières. Noirchain était un secours de la paroisse de Genly, dont le collateur était alternativement Saint-Géry de Cambrai et l'abbaye d'Anchin.
Le plus ancien mayeur de Noirchain dont le nom nous est connu est Huars Noises, attesté en 1402.
La localité formait une seigneurie divisée en trois fiefs. Le premier relevait du comté de Hainaut. Il fut détenu par plusieurs familles, notamment celle des Dessus-Le-Moustier, aux XVIe siècle et XVIIe siècle. Il comprenait un château qui, au XVIIe siècle, était composé d'une tour, d'un domaine seigneurial, d'une chapelle et d'une ferme avec basse-cour, grange et étable. Des fouilles, réalisées en 2005, ont attesté la présence, au Moyen Âge, d'un autre château à proximité. Le deuxième fief relevait du chapitre montois de Sainte-Waudru. Le dernier fief dépendait de la terre de Quiévrain.
L’ordre de Malte y possédait aussi quelques biens.
Noirchain fut longtemps en procès avec Ciply à propos des limites de leurs territoires.
Sous l'Ancien Régime et XIXe siècle, Noirchain est un centre d'extraction du charbon, comme l'atteste le terril et le toponyme : « Rue de la Fosse ». Il existait aussi des fours à chaux.
Une tradition orale conserve le souvenir de cloches enterrées lors de la Révolution française au lieu-dit « Les 4 Bonniers » entre la Chaussée et le ruisseau « Le Grand Père ».

## Blason
Les armes attribuées à Noirchain sont celles de la famille Dessuslemoustier (d’argent à deux bandes de sable).

## Patrimoine et culture

### Monuments et curiosités

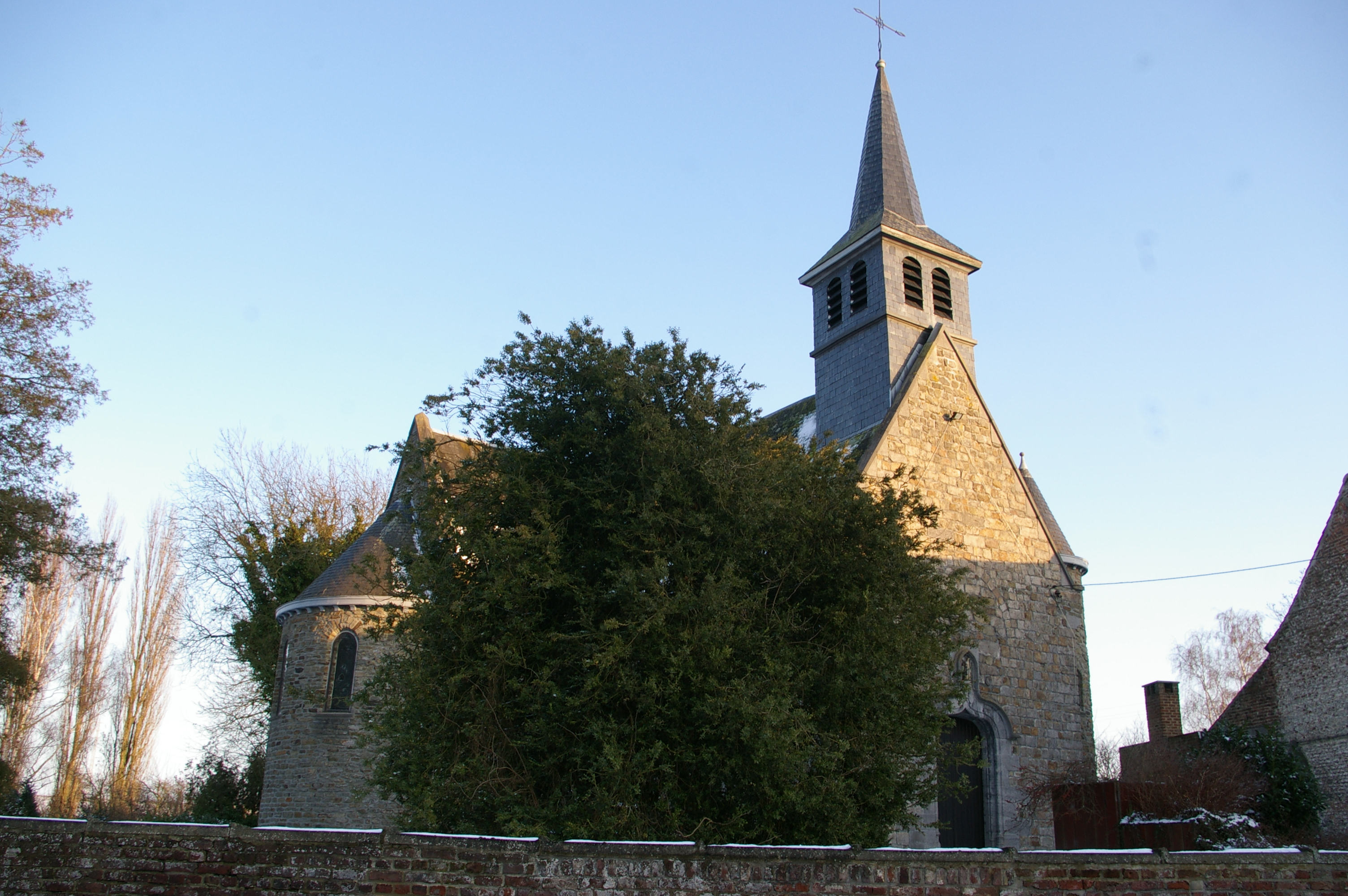
L'église Sainte-Aldegonde.

L'église Sainte-Aldegonde. C'est un édifice cruciforme, avec une substruction romane, remontant au XVIe siècle et XVIIe siècle, restauré en 1894 par M. Barbier. Elle conserve une voûte en berceau lambrissée du XVIe siècle avec sablière en accolades et corbeaux sculptés de figures humaines. On y trouve une épitaphe en marbre de Gilles de Dessus-le-Moustier, seigneur de Noirchain et une cuve baptismale du XVIIe siècle.
La ferme-haras du Petit-Bigard forme un vaste complexe de bâtiments blanchis de la deuxième moitié du XIXe siècle dominés par un corps de logis néo-classique et par deux grandes granges. Le tout est organisé autour de deux cours pavées reliées par un porche colombier. La première cour dessert le haras, la seconde est centrée par un petit puits quadrangulaire coiffé d’un pavillon d’ardoises.
La ferme du château, de style classique tournaisien, remonte au deuxième tiers du XVIIIe siècle. Il est mentionné dès 1630 et reconstruit avant 1791. À l’arrière du double corps se trouve l’ancienne chapelle castrale dont l’intérieur est orné de stucs de style Louis XIV. Avec les dépendances, il constitue les derniers témoignages de l’ancienne seigneurie de Noirchain. Le château fut détruit lors de la Première Guerre mondiale. Il n’en subsiste que la grille d’entrée prise entre les pilées du calvaire. Seuls les murs de clôture parcourant les prairies avoisinantes laissent imaginer l’ampleur du parc du château disparu.
Le terril boisé no 12 (123 m) est situé au lieu-dit « Coron de la Fosse ». Il est classé depuis 1991. Le terril renforce la qualité paysagère de Noirchain. Le terril est reconnaissable de loin. Le charbonnage auquel il était attaché, une concession de l’Agrappe-Escoufiaux et de Hornu-Wasmes, a fermé en 1939. Le siège dépendait de la « SA Compagnie des Charbonnages Belges » à Frameries.

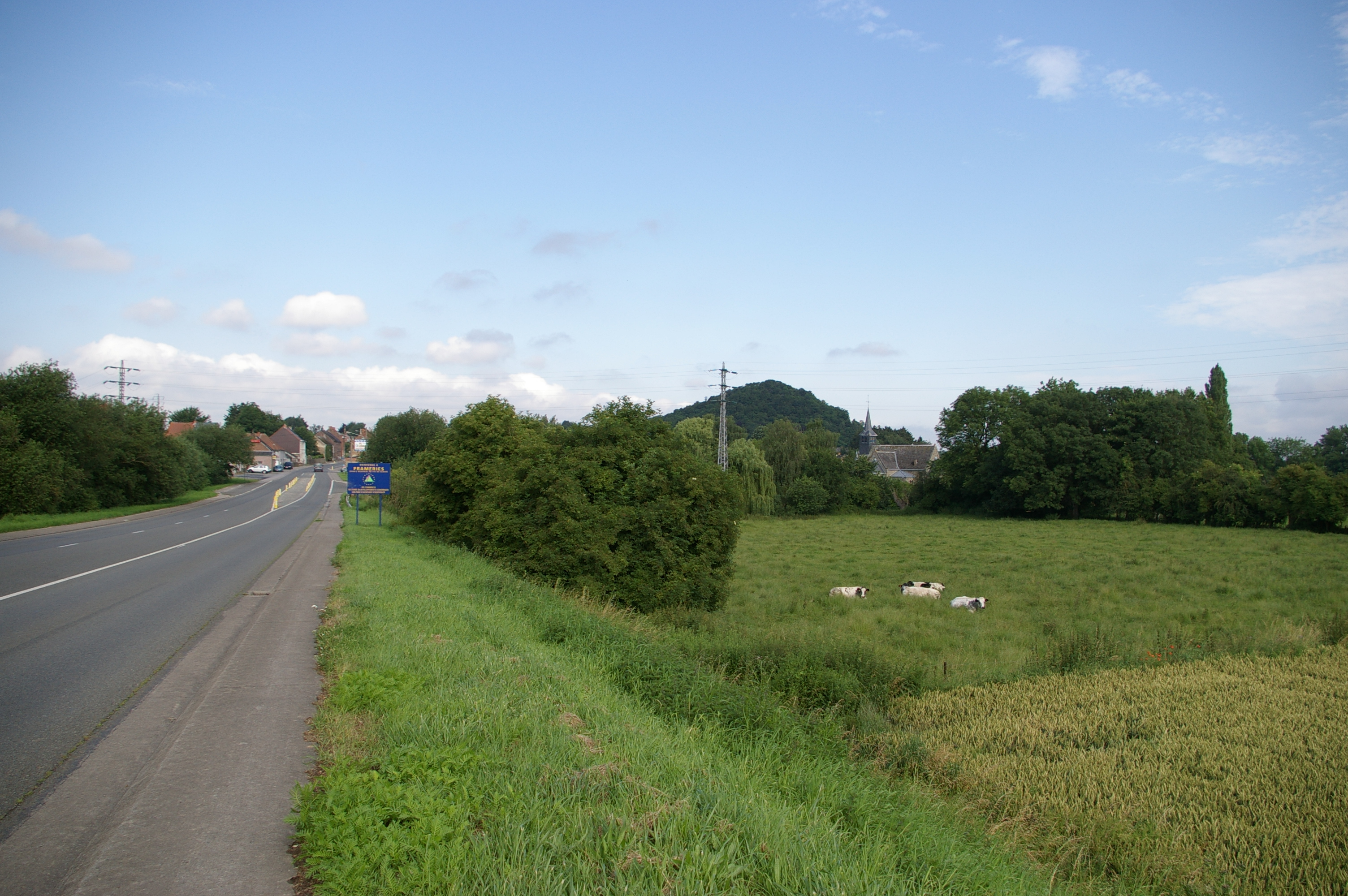
Vue générale avec la N546.
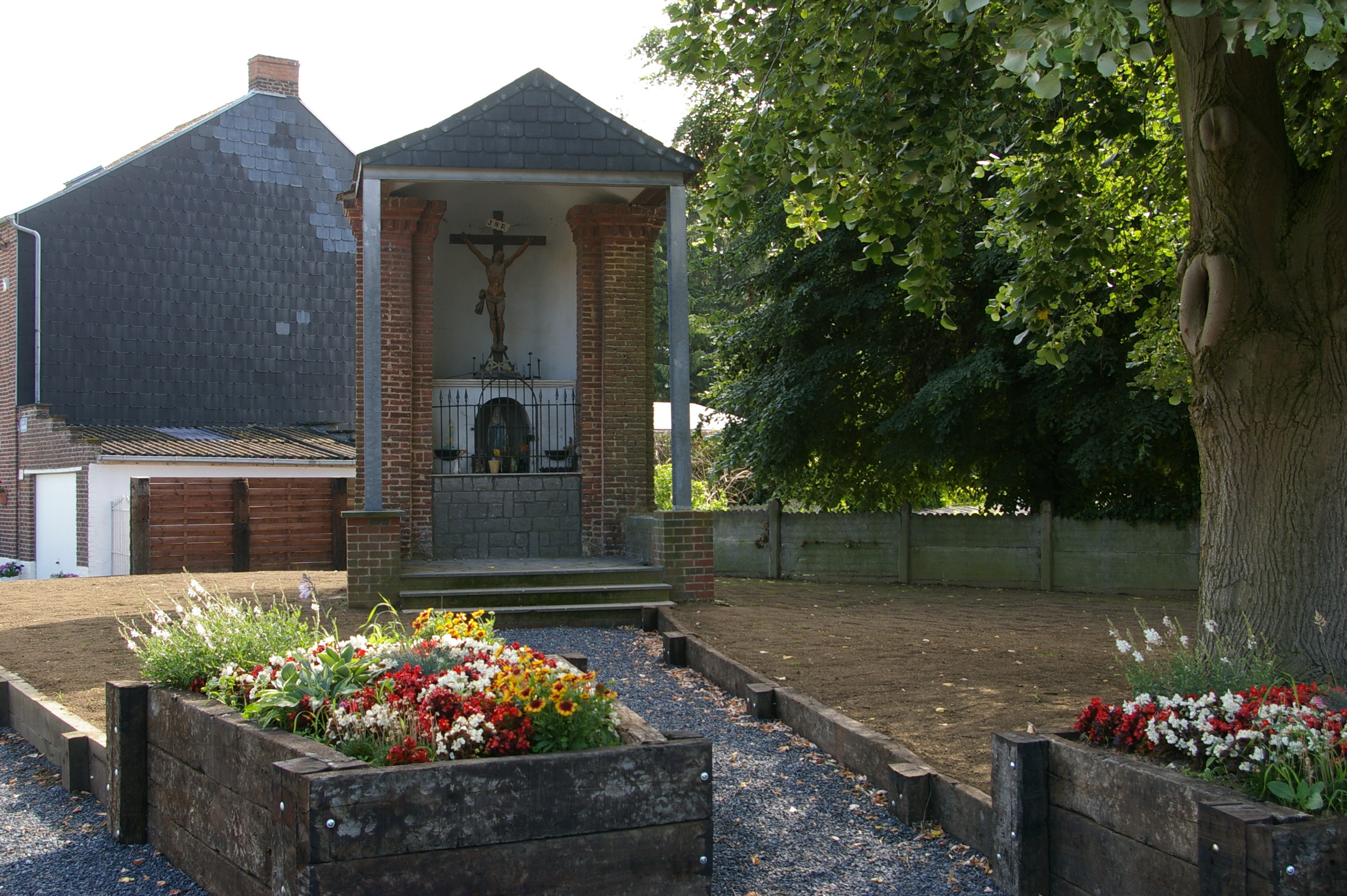
Calvaire de Noirchain.
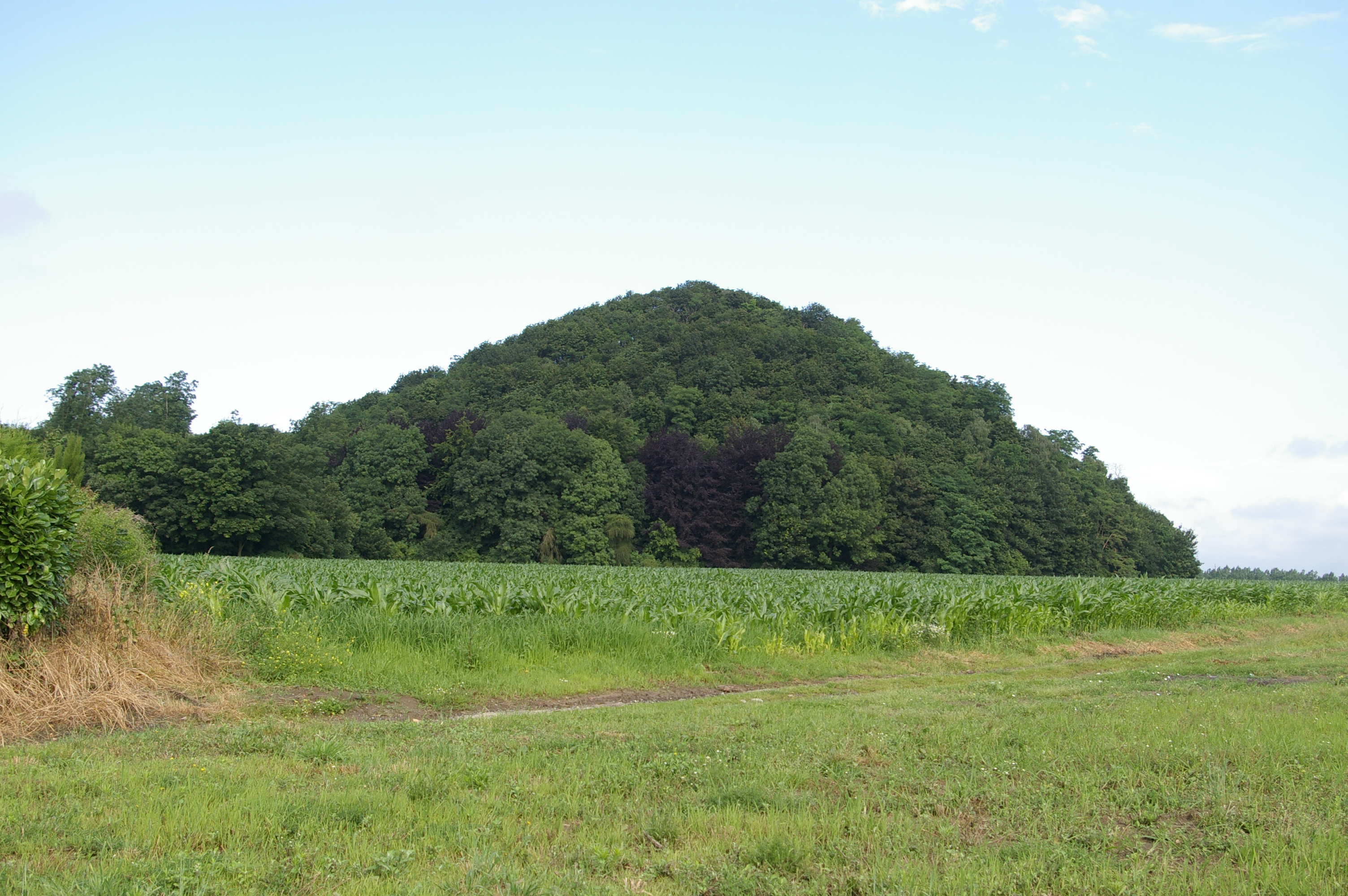
Terril boisé no 12.
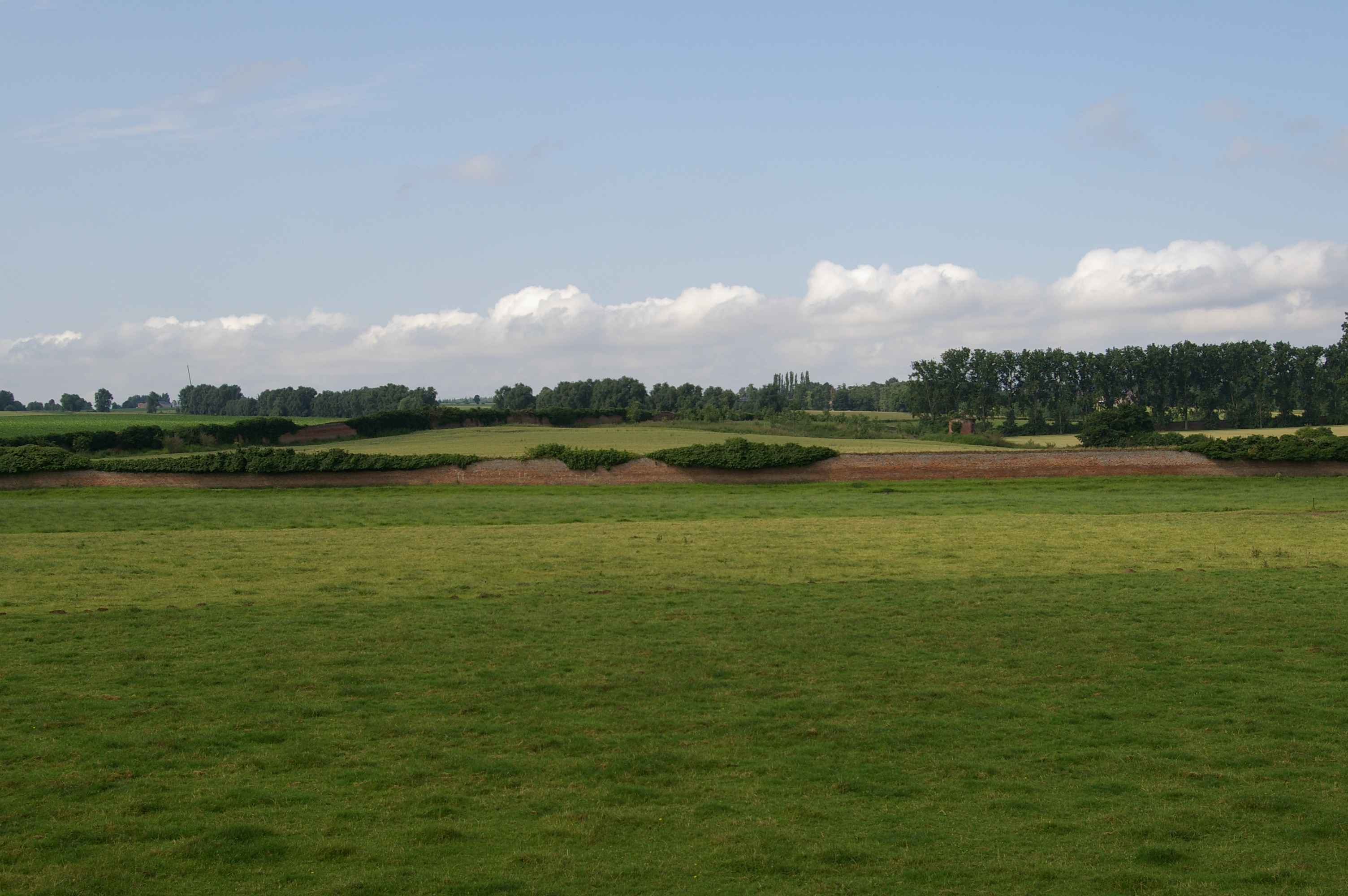
Vestiges du mur d'enceinte du château.
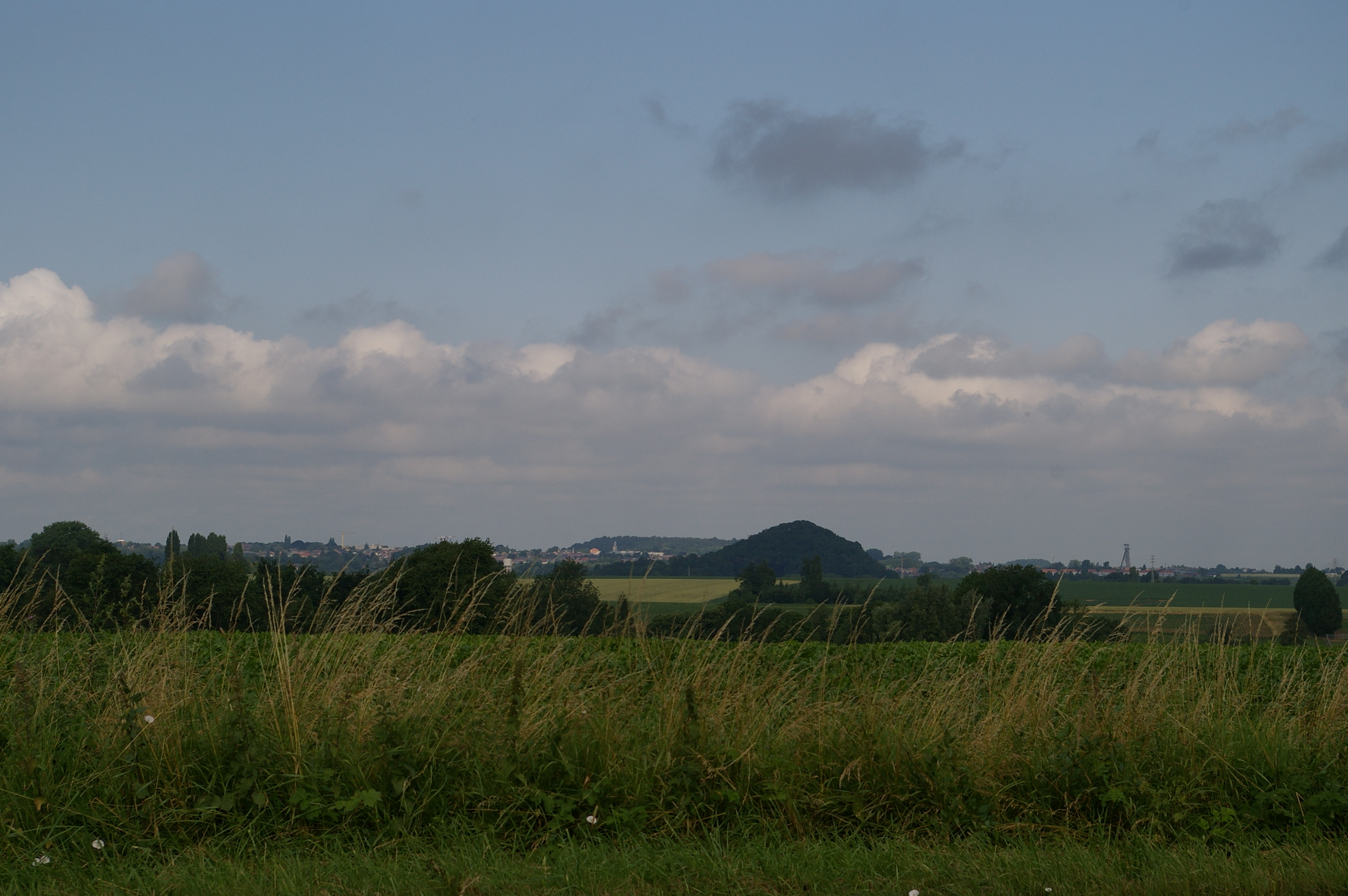
Vue générale.
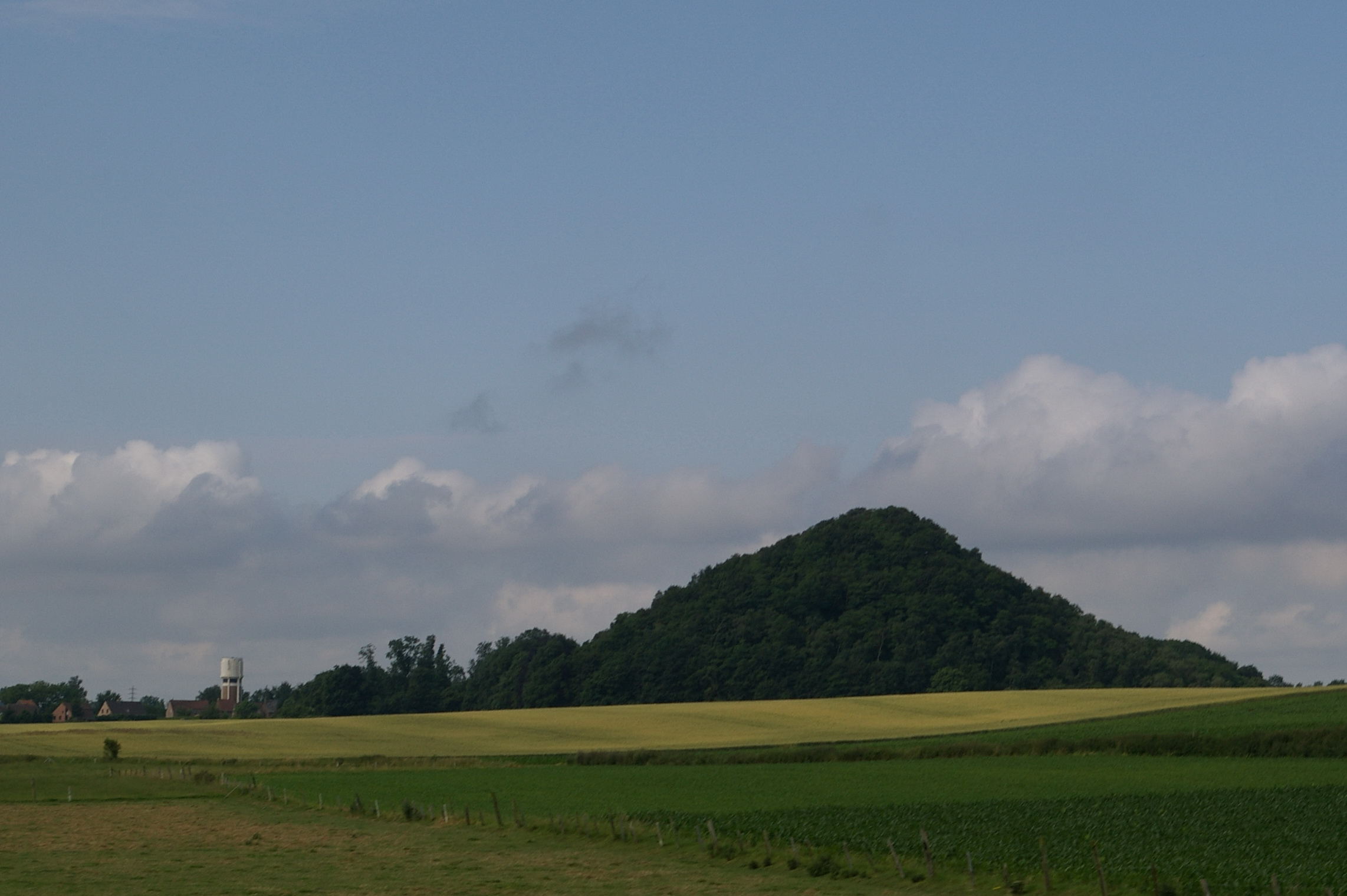
Terril no 12 vu de l'autoroute R5.